# Henri Bertini
Pour les articles homonymes, voir Bertini.
Henri Jérôme Bertini (28 octobre 1798, Londres  – 30 septembre 1876) est un compositeur et pianiste français.

## Biographie
Selon plusieurs sources généalogiques et actes d'état civil, on le rencontre aussi sous le nom Bertin dit Bertini, il est le demi-frère du pianiste et compositeur Auguste Bertini, il se marie plusieurs fois, et il serait le père biologique du peintre Hugues Picard,,.
Henri Jérôme Bertini est né à Londres en 1798, mais sa famille est retournée à Paris six mois plus tard. Il a reçu sa première formation à la musique de son père et de son frère Auguste, un élève de Muzio Clementi. Il a été considéré comme un enfant prodige et à l'âge de 12 ans, son père l'a produit en Angleterre, en Hollande, dans les Flandres, et en Allemagne où il a été reçu avec enthousiasme. Après des études de composition en Angleterre et en Écosse, il a été nommé professeur de musique à Bruxelles mais il est retourné à Paris en 1821. On sait que Bertini s'est produit en concert avec Franz Liszt dans les salons Jean-Henri Pape le 20 avril 1828. Le programme comprenait une transcription de la main de Bertini de la Symphonie Nº 7 en la majeur de Beethoven  pour huit mains (les autres pianistes étaient Sowinsky et Schuncke). Il était aussi admiré comme interprète de musique de chambre. Il donnait des concerts avec ses amis Antoine Fontaine (violon) et Auguste Franchomme (violoncelle). Il est resté actif dans et autour de Paris jusque vers 1848, puis il s'est retiré de la scène musicale. En 1859, il s'est installé à Meylan (près de Grenoble) où il est décédé le 30 septembre 1876.
Bertini s'est souvent produit en concert mais n'était pas aussi célèbre comme virtuose que Friedrich Kalkbrenner ou Henri Herz. Un de ses contemporains décrit son jeu comme ayant la régularité et la clarté de Clementi dans les passages rapides de même que la qualité du son, la manière de phraser, et la capacité de faire chanter l'instrument caractéristiques de l'école de Hummel et de Moscheles.
C'était un professeur très réputé. Antoine Marmontel, qui lui a consacré le second chapitre de son livre sur les pianistes célèbres, écrit sur Bertini :
« C'était d'ailleurs un professeur hors ligne, donnant ses leçons avec un soin sévère et la plus vive sollicitude. Quand il a renoncé à l'enseignement, j'ai dirigé plusieurs de ses élèves, et j'ai pu apprécier toute la sûreté des principes puisés à son école. »
— Marmontel, Antoine François., Les Pianistes célèbres: Silhouettes et Médaillons. Paris, A. Chaix et Cie. 1878. Page 16.
« 
C'est surtout au genre spécial des études et caprices que se rattache l'immense popularité de Bertini, c'est là qu'il a pris une place à part et ouvert la grande route où les jeunes compositeurs devaient se précipiter après lui. Bertini s'est appliqué dans ses nombreux recueils d'études, qui embrassent tous les degrés de force, à donner à chacune de ses pièces, faciles ou difficiles, courtes ou développées, un style mélodique bien déterminé. La difficulté à vaincre se présente sous une forme chantante; lors même que l'étude appartient au genre plus spécial de la vélocité, le trait continu affecte toujours un contour mélodieux : première et notable cause du succès universel de ces pièces, d'un rhythme d'ailleurs très franc et d'une harmonie très soignée. »
— Marmontel, Antoine François., Les Pianistes célèbres: Silhouettes et Médaillons. Paris, A. Chaix et Cie. 1878. Page 18.

## Œuvres

### Les Études
Bertini a écrit approximativement 500 études, classées par difficulté, allant d'étude faciles pour de jeunes élèves dont les mains ne peuvent jouer les octaves jusqu'aux études de concert. Elles ont été publiées en cahiers de 25 études chacun. Par ordre de difficulté, on trouve:
- Études faciles composées expressément pour les petites mains
  - opus 100
  - opus 137
  - opus 166

- Introduction à celles de Cramer
  - opus 29
  - opus 32

- Études mélodiques
  - opus 86 sur les romances de Antoine Romagnesi
  - opus 141 précédées chacune d'un prélude en deux suites. No. 1
  - opus 142 précédées chacune d'un prélude en deux suites. No. 2

- Introduction aux Études caractéristiques de l'opus 66
  - opus 134

- Études caractéristiques
  - opus 66

- Études caprices ou Complément aux Études caractéristiques
  - opus 94

- Grandes Études artistiques de première force
  - opus 122

- Bertini a écrit plusieurs cahiers d'études pour le piano à quatre mains
  - opus 160 L'Art de la mesure pour les petites mains à quatre mains
  - opus 149 Études très facile à quatre mains
  - opus 150 Études très facile à quatre mains
  - opus 97 Études musicales à quatre mains pour le piano
  - opus 135 Études musicales à quatre mains pour le piano
  - WoO Frère et sœur. Quatre petits Duos pour le piano à quatre mains composés pour Henri et Isabelle.
  - WoO Mère et fille. Quatre petits Duos pour le piano à quatre mains suite à Frère et sœur.

- En plus des précédents, les cinq derniers cahiers d'études publiés semblent avoir été conçus comme un ensemble
  - opus 175 Études préparatoires
  - opus 176 Études intermédiaires
  - opus 177 Études spéciales de la vélocité, du trille et de la main gauche
  - opus 178 Études normales et classiques
  - opus 179 Études suite de l'opus 150 à quatre mains pour le piano

## Catalogue des œuvres

### Premières œuvres, sans opus
| Introduction and variations upon the air of Gondrillon                                                                |
| Celebrated Irish melody as sung in the opera of Guy Mannering with variations and an introduction for the piano forte |
| Third divertimento for the piano forte                                                                                |
| Air with seven variations for the piano forte                                                                         |
| Polacca composed pour the piano forte                                                                                 |
| Again a little trifle. Andante for the piano forte                                                                    |

### Avec opus
| op.11  | Quatrième Divertissement pour le piano forte |
| op.12  | Rondeau polonaise pour le piano forte |
| op.15  | Rondo pastoral pour le piano |
| op.16  | Fantaisie pour piano sur l'air Au clair de la lune |
| op.17  | Fantaisie pour piano forte sur le trio des deux jaloux, Ta Fanchette est charmante                                                                                           |
| op.18  | Air allemande, varié pour le piano forte et précédé d'une introduction |
| op.20  | Trio pour piano, violon, et basse, no 1 |
| op.21  | Trio pour piano, violon, et basse, no 2 |
| op.22  | Trio pour piano, violon, et basse, no 3 |
| op.23  | Rondo brillant pour piano |
| op.24  | Grand Quatuor pour piano forte, harpe, violon et violoncelle |
| op.25  | Première Sérénade pour piano, violon, alto, et violoncelle |
| op.26  | Rondo brillant pour piano |
| op.27  | Variations pour le forte-piano sur la Romance : Si tu voulais |
| op.28  | Air allemand avec introduction varié pour la harpe |
| op.29  | Vingt-cinq Études pour piano, 1er livre. Introduction à celles de Cramer |
| op.30  | Deux Caprices pour le piano-forte |
| op.31  | Deuxième Sérénade pour piano, violon, alto et violoncelle |
| op.32  | Vingt-cinq Études pour piano, 2e livre. Introduction à celles de Cramer |
| op.33  | Nocturne concertant pour piano, violon et violoncelle |
| op.34  | Trois Bagatelles pour piano forte |
| op.35  | Duo sur Au clair de la lune, pour harpe et piano |
| op.36  | Divertissement sur un air de Gluck, pour piano |
| op.37  | Rondeau brillant pour piano forte |
| op.38  | Variations brillantes pour le piano |
| op.39  | Troisième Sérénade pour piano, violon, violoncelle |
| op.40  | Variations brillantes pour le piano |
| op.41  | Polonaise sur le Freyschütz pour piano et violoncelle |
| op.42  | L'Angélus de A.Romagnési. Variations brillantes pour le piano forte |
| op.43  | Grand Trio pour piano, violon, violoncelle. download scan of Richault edition (From the Sibley Music Library Digital Score Collection)                                       |
| op.44  | Variations brillantes pour piano sur le chœur favori de Robin des bois, musique de Weber                                                                                     |
| op.45  | Souvenirs de Freyschütz (Robin des bois). Variations et Rondo pour piano sur la jolie cavatine L'Infortune, les alarmes et autres motifs                                     |
| op.46  | Grande Fantaisie. Étude de 1re force. download music from WIMA |
| op.47  | Rondo brillant pour piano composé sur le quatuor de Joconde, Quand on attend so belle                                                                                        |
| op.48  | Grand Trio pour piano, violon et violoncelle |
| ―      | Sérénade pour piano, violon, alto et basse |
| op.50  | Rondo brillant pour piano forte sur l'air : A l'eau, voilà la porteuse d'eau                                                                                                 |
| op.51  | Rondoletto brillant pour piano |
| op.52  | Thème avec variations brillantes pour le piano forte |
| ―      | Douze petits morceaux pour le piano précédés chacun d'un prélude composés expressément pour les élèves                                                                       |
| op.54  | Rondo brillant pour le piano |
| op.56  | Variations brillantes sur Il crociato Egitto |
| op.57  | Variations brillantes pour piano sur une valse autrichienne |
| op.59  | Trois Valses à quatre mains |
| op.60  | Deux petits Rondos pour le piano forte |
| op.61  | Variations brillantes pour le piano forte |
| op.62  | Le Calme. Andante pour piano forte |
| op.63  | Rondoletto pour piano |
| op.64  | Deux thèmes pour le piano |
| op.65  | Divertissement pour piano |
| op.66  | Vingt-cinq Études caractéristiques |
| op.68  | Variations sur un thème original pour piano |
| op.69  | Variations de concert pour piano et quatuor. download music from WIMA |
| op.70  | Trio pour piano, violon, violoncelle |
| op.71  | No 1. Rondoletto pour piano. No 2. Polacca pour piano. |
| op.72  | Divertissement pour piano |
| op.73  | Variations sur un thème original à quatre mains |
| op.74  | Six Valses brillantes pour piano |
| op.75  | Quatrième Sérénade pour piano, violon, alto, violoncelle contrebasse |
| op.76  | Cinquième Sérénade pour piano, violon, alto, violoncelle contrebasse |
| op.77  | Rondino à quatre mains |
| op.78  | Variations brillantes pour piano sur un thème original |
| op.79  | Première grand Sextuor pour piano forte, deux violons, alto, violoncelle et contrebasse                                                                                      |
| op.80  | Six Valses brillantes pour piano |
| op.81  | Trois petits Rondos pour piano |
| op.82  | La soirée, à quatre mains |
| op.83  | Six Divertissements à quatre mains |
| op.84  | Le Rudiment du Pianiste ou réunion des exercices les plus indispensables pour acquérir un mécanisme parfait                                                                  |
| op.85  | Second grand Sextuor pour piano forte, deux violons, alto, violoncelle et contrebasse                                                                                        |
| op.86  | Études mélodiques sur des romances de A.Romagnési |
| op.87  | Trois nocturnes pour piano download music from WIMA |
| op.88  | Ma Normandie. Romance favorite de Mr F. Bérat variée pour le piano download music from WIMA                                                                                  |
| op.89  | Rondino alla polacca pour le piano |
| op.90  | Troisième grand Sextuor pour piano, deux violons, alto, violoncelle et contrebasse                                                                                           |
| op.91  | Rondino, sur un motif de L'Orgie, pour piano |
| op.92  | Souvenirs du Barbier. Duo concertant pour piano et violon et basse ad libitum                                                                                                |
| op.93  | Grande Polonaise avec orchestre ad libitium download music from WIMA |
| op.94  | Vingt-cinq Études caprice ou Complément aux Études caractéristiques |
| op.95  | Souvenirs d'Anna Bolena. Duo concertant pour piano et violon avec accompagnement de basse ad libitum                                                                         |
| op.96  | Caprice sur Le Pirate pour piano, violon et contrebasse ad libitum |
| op.97  | Vingt-cinq Études musicales à quatre mains pour le piano. Le but de cet ouvrage est de faire aux élèves un exercice spécial de la mesure, du rythme et de la phrase musicale |
| op.98  | Épisode d'un bal. Rondo caractéristique pour piano |
| op.99  | No 1. Rondeau Galop sur La Sentinelle perdue. No 2. Rondeau Valse sur La Sentinelle perdue.                                                                                  |
| op.100 | Vingt-cinq Études faciles composées expressément pour les petites mains qui ne peuvent encore embrasser l'étendue de l'octave                                                |
| op.101 | Le Repos. Vingt-quatre leçons mélodiques |
| op.102 | Deux Nocturnes download music from WIMA |
| op.103 | Adieu beau rivage de France. Rondo barcarolle pour le piano |
| op.104 | Jura. Impressions de voyage, les souvenirs pour piano |
| op.105 | Grand Rondo de concert avec orchestre download music from WIMA |
| op.106 | Dell' aura tua profetica, chœur de Norma varié pour le piano download music from WIMA                                                                                        |
| op.107 | Nonetto en ré pour piano, flûte, hautbois, alto, violoncelle, cor, basson, trompette et contrebasse                                                                          |
| op.108 | Caprice sur la romance de Grisar, Les laveuses du couvent, pour le piano |
| op.109 | Solo composé pour le concours de 1836. École royale de musique, classe de piano de L.Adam download music from WIMA                                                           |
| op.110 | Caprice pour piano sur l’opéra Sarah |
| op.111 | Son mom. Rondo caprice pour piano sur la romance favorite de Melle Loïsa Puget                                                                                               |
| op.112 | Fantaisie sur Le Cavalier de Canolle |
| op.113 | Ernestine. Grande Fantaisie sur un thème de Paddini intercalée par Rubini dans La Straniera download music from WIMA                                                         |
| op.114 | Quatrième grand Sextuor pour piano, violon, deux altos, violoncelle et contrebasse                                                                                           |
| op.115 | Caprice pour piano sur Le Postillon de Lonjumeau |
| op.116 | Fantaisie sur Le Postillon de Lonjumeau |
| op.117 | Caprice sur le piano sur des motifs de L'Ambassadrice d'Auber |
| op.118 | Grande Fantaisie dramatique pour le piano download music from WIMA |
| op.119 | Deux Nocturnes pour le piano. No 1. Sympathie No 2. Souvenir |
| op.120 | Grande Fantaisie à quatre mains pour le piano sur les motifs de l'opéra Le domino noir d'Auber                                                                               |
| op.121 | Deuxième Solo composé pour le piano pour le concours de 1838. École royale de musique, classe de piano de L.Adam download music from WIMA                                    |
| op.122 | Vingt-cinq Grandes Études artistiques de première force d'exécution en deux suites                                                                                           |
| op.123 | La mère du chasseur. Rondino expresso pour piano sur la romance de P.Chéret                                                                                                  |
| op.124 | Cinquième Sextuor pour piano, violon, deux altos, violoncelle et contrebasse                                                                                                 |
| op.125 | Duo brillant à quatre mains sur Le Lac des fées d'Auber |
| op.126 | Fantaisie à quatre mains pour piano sur deux motifs de l'opéra Robert Devereux de Donizetti                                                                                  |
| op.127 | Grande fantaisie pour le piano sur l'opéra L'Elisire d'Amour |
| op.128 | Duo brillant à quatre mains sur l'opéra La fille du régiment de Donizetti |
| op.129 | Duo brillant à quatre mains sur l'opéra Les Martyrs de Donizetti |
| op.130 | Deux Nocturnes No 1. Contenpiazone No 2. Inquieto |
| op.131 | Grand Caprice pour piano à quatre mains sur un motif de La Straniera de Bellini                                                                                              |
| op.132 | Souvenirs de Zanetta, l'opéra d'Auber. Grand Duo |
| ―      | Petit quatuor à cordes |
| op.133 | Première symphonie pour orchestre |
| op.134 | Vingt-cinq Études pour le piano. Introduction aux Études caractéristiques de l'opus 66                                                                                       |
| op.135 | Vingt-cinq études musicales pour piano à quatre mains |
| op.136 | Grande fantaisie à quatre mains sur Les Diamants de la couronne |
| op.137 | Vingt-cinq études élémentaires pour les petites mains |
| op.138 | Deuxième symphonie pour orchestre |
| op.139 | Duo à quatre mains pour le piano sur thèmes du Duc d'Olonne, opéra d'Auber                                                                                                   |
| op.140 | Grand Duo pour piano à quatre mains sur les motifs du Stabat de G.Rossini |
| op.141 | Cinquante études mélodiques précédées chacune d'un prélude en deux suites. No 1.                                                                                             |
| op.142 | Cinquante études mélodiques précédées chacune d'un prélude en deux suites. No 2.                                                                                             |
| op.143 | Le double dièse. Rondino-Étude |
| op.144 | Le double bémol. Rondino-Étude |
| op.145 | L'impromptu. Rondo-Valse |
| op.146 | Sérénade. Caprice sur un motif de Don Pasquale de Donizetti |
| op.147 | Étude et andante pour piano |
| op.148 | Grand Duo sur La Part du Diable |
| op.149 | Vingt-cinq Études très faciles à quatre mains |
| op.150 | Vingt-cinq Études faciles à quatre mains |
| op.151 | Fantaisie brillante pour piano sur des motifs favoris de Maria di Rohan de Donizetti                                                                                         |
| op.152 | Première Sonate pour piano et violon |
| op.153 | Deuxième Sonate pour piano et violon |
| op.154 | Fantaisie valse, Elvina |
| op.155 | Grand Divertissement brillant pour le piano à quatre mains |
| op.156 | Troisième Sonate pour piano et violon |
| op.157 | Deux mélodies de Fr. Schubert, arrangées pour le piano à quatre mains |
| op.158 | Les deux sœurs : Deux Romances sans paroles No 1. Louise No 2. Isabelle |
| op.159 | Grand Duo à quatre mains sur les thèmes de Moïse, opéra de G.Rossini |
| op.160 | L'Art de la mesure, 25 Études primaires pour les petites mains, à quatre mains et en partition pour les commençants,                                                         |
| op.161 | Morceaux de salon. Grande Marche brillante pour le piano |
| op.162 | Cantilena pour piano |
| op.163 | Lou Pastour. Souvenir de Sainte-Beaume. Fantaisie pour le piano |
| op.164 | Souvenirs sur la Durance. Caprice pour piano |
| op.165 | Grand Duo pour le piano à quatre mains sur La cloche des agonisants et La poste, mélodies de F.Schubert                                                                      |
| op.166 | Vingt-cinq Études primaires pour les petites mains |
| ―      | Frère et sœur. Quatre petits Duos à quatre mains composés pour Henri et Isabelle                                                                                             |
| ―      | Mère et fille. Quatre petits Duos à quatre mains faisant suite à Frère et sœur                                                                                               |
| op.167 | Trois Solos pour piano de concours à l'usage des pensionnats de jeunes demoiselles                                                                                           |
| op.168 | Fantaisie pour le piano à quatre mains sur I Puratini de Bellini |
| op.169 | Duo pour le piano à quatre mains sur Norma de Bellini |
| op.170 | Fantasia pour le piano à quatre mains sur La Somnambula de Bellini |
| op.171 | Trois petits Solos pour piano. Morceaux de concours à l'usage des pensionnats de jeunes demoiselles                                                                          |
| op.172 | Sixième Sextuor pour piano, deux violons, alto, violoncelle et contrebasse                                                                                                   |
| op.173 | Banockburn. Fantaisie pour le piano à quatre mains sur des motifs de Robert Bruce, opéra de Rossini                                                                          |
| op.175 | Vingt-cinq Études préparatoires |
| op.176 | Vingt-cinq Études intermédiaires |
| op.177 | Vingt-cinq Études spéciales de la vélocité, de trille et de la main gauche                                                                                                   |
| op.178 | Vingt-cinq Études normales et classiques |
| op.179 | Vingt-cinq Études suite de l'opus 150 |
| op.180 | Esquisses musicales. Vingt-quatre morceaux caractéristiques |

### Musique publiée sans Opus
Musique Vocale
Le jaloux dupé. Opéra comique en 1 acte
| No 1. | L'Ame. Mélodie   |
| No 2. | L'Orage. Mélodie |
| No 3. | Ballade          |
| No 4. | Paysage. Elégie  |
| No 5. | Marie. Mélodie   |

- Caïn. Scène biblique (Biblical scene)
- Françoise de Rimini
- Cinq Morceaux religieux. Paroles latines à usage des séminaires, communautés religieuses, chapelles et maisons d'education. Ave Maris Stella, O Salutaris, Tantum Ergo, Ave Maris Stella, Ave Maria (Five religious pieces. Latin lyrics for the use of seminarians, religious communities, chapels, and places of education...)

- Deuxième Messe à quatre voix pour deux ténors et deux basses avec accompagnement d'orgue (Second Mass in four voices for two  tenors and two  basses with  organ accompaniment.)

- La Mélodie Religieuse. Collection de motets au Saint Sacrement et à la Sainte Vierge à une ou plusieurs voix avec accompagnement d'orgue (Religious melody. Collection of motets to the Holy Sacrament and the Holy  Virgin for one or several voices ith  organ accompaniment.)

Études
- La Gymnastique des doigts. Préparation à l'étude du piano
- La Semaine du Pianiste. Études journalières de la gamme dans tous les tons majeurs et mineurs
- Études pour le piano forte en 24 exercices
- Exercices en doubles notes
- Exercices en octaves, exercices en accord
- Premières leçons doigtées et arrangées pour les petites mains
- Cinquante Leçons progressives, faisant suite aux précédentes
- Douze Études spéciales

Pièces diverses pour le piano
- La Romanesca
- Scherzo en do majeur pour piano
- Storielle amorosa pour piano

### Compositions écrites en collaboration avec d'autres musiciens
- Duos pour piano et violon par Bertini et Antoine Fontaine
- 1er livre. L'Amitié, grand Duo pour piano et violon
- 2e livre. Les saisons, Duo brillant pour piano, violon ou violoncelle
- 3e livre. Fantaisie et variations brillantes sur un air suisse pour piano et violon concertantes
- 4e livre. Fantaisie concertante sur Robin des Bois pour piano et violon
- 5e livre. L'automne. Grand duo concertant pour piano et violon
- 6e livre. La Conversation. Duo concertant pour piano et violon
- 7e livre. Duetto pour piano et violon
- 8e livre. Serenata pour piano et violon
- 9e livre. Notturno pour piano et violon
- Duo pour piano et violoncelle par Bertini et Auguste Franchomme
- Thème varié pour piano et violoncelle
- Duo pour piano et flûte par Bertini et Joseph Guillou
- Fantaisie pour piano et flûte

### Arrangements
Collection des préludes et fugues de Sébastien Bach arrangés pour le piano à quatre mains. École de la musique d'ensemble. Études spéciales du style élevé, de la mesure et de toutes les combinaisons les plus difficiles du rythme download music from WIMA. (Collection  of preludes and fugues by  Sebastian Bach arranged for piano  with  four  hands. School of ensemble music. Special studies of elevated style, of measures (bars) and of all the most  difficult  combinations of rhythm.)

### Méthodes
- Méthode pratique pour le piano forte rédigée d'après le mode d'enseignement indiqué par J. Jacotet et composée de morceaux choisis.
- Méthode élémentaire et facile de piano.
- Méthode complète et progressive de piano.

### Œuvres doigtées par Bertini
- Muzio Clementi, Études journalières des gammes.